# Dalibor (opera)

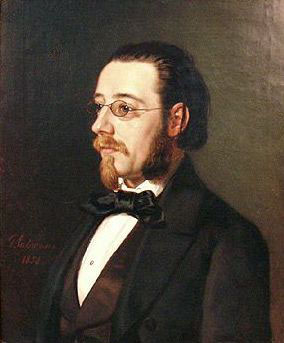
Smetana nel 1854, pittura a olio di Geskel Saloman

Dalibor è un'opera lirica in tre atti di Bedřich Smetana su libretto in lingua tedesca di Josef Wenzig rappresentata per la prima volta a Praga il 16 maggio 1868 diretta dall'autore.

## Trama
La trama somiglia molto a quella del Fidelio di Beethoven. L'opera è ispirata alla vicenda di Dalibor di Kozojed, un cavaliere ceco che guidò una rivolta a Ploskovice a sostegno del popolo oppresso e fu condannato a morte nel 1498, durante il regno di Ladislao II di Boemia. Dalibor viene imprigionato per presunti piani rivoluzionari. La sua amante Milada, travestita da uomo come la Leonora del Fidelio, viene ferita mortalmente mentre è alla testa di un gruppo di rivoltosi. Dalibor si scontra allora con i soldati, ricongiungendosi con la morte con Milada.

## Rappresentazioni

### Prima assoluta
L'opera fu rappresentata per la prima volta al Národní divadlo (Teatro Nazionale di Praga) di Praga il 16 maggio 1868 diretta dallo stesso Bedřich Smetana. Gli interpreti furono:
| Ruolo                                                            | Voce     | Cast del 16 maggio 1868  |
| ---------------------------------------------------------------- | -------- | ------------------------ |
| Re Vladislav                                                     | baritono | Josef Lev                |
| Dalibor                                                          | tenore   | Jan Luvrik Lukes         |
| Budivoj                                                          | baritono | Vojtech Sebesta          |
| Beneš                                                            | basso    | Josef Palecek            |
| Vítek                                                            | tenore   | Antonín Barcal           |
| Milada                                                           | soprano  | Emilie Benevicová-Miková |
| Jitka                                                            | soprano  | Eleanora Ehrenbergů      |
| Uno dei giudici                                                  | basso    |                          |
| Giudici, soldati del re, messi e servi di Dalibor, popolo, clero |          |                          |

L'opera fu revisionata nel 1870, con libretto tradotto in ceco da Ervín Špindler, ma il successo fu ugualmente modesto, per cui Smetana pensò che la sua opera non fosse pienamente riuscita. Il successo si ebbe invece in una rappresentazione del 1886, due anni dopo la morte di Smetana; dopo di allora fu rappresentata spesso negli anni novanta del XIX secolo, nei paesi di lingua tedesca e infine in una memorabile rappresentazione a Vienna nel 1892 sotto la direzione di Gustav Mahler.

### Prima italiana
La prima rappresentazione italiana è al Teatro Lirico di Cagliari nel 2000 ed ha un notevole successo di critica e di pubblico. Il relativo disco viene  premiato da “Opéra International” col “Timbre de Platine”  
- 2000 – Bedrich Smetanao, Dalibor, CD (doppio), Dynamic CDS295, Italia, Direttore d'orchestra David Yoram, direttore del coro Paolo Vero [4]

## Critica
All'epoca della sua composizione e delle prime rappresentazioni, quest'opera suscitò contro Smetana l'accusa di wagnerismo. Secondo Carlo Marinelli, tuttavia, dal punto di vista musicale, o quanto meno dal punto di vista vocale, nel Dalibor si avverte in modo particolare l'influenza di Bellini. Inoltre permangono nel Dalibor echi del modello di Gounod «soprattutto in certi momenti corali, o comunque nelle scene di massa e di movimento». Sono presenti elementi stilistici nazionalisti cechi, come i ritmi delle danze cèche, o lo stesso soggetto, riferito a un eroe leggendario boemo, o infine l'impiego del violino, considerato in Boemia lo strumento nazionale, in funzione solistica.

## Adattamenti
- Dalibor - film-opera cecoslovacco del 1956 diretto da Václav Krška in concorso al Festival di Cannes 1956